# Hoheluftbrücke
Hoheluftbrücke – stacja metra hamburskiego na linii U3. Stacja została otwarta 25 maja 1912. Znajduje się w dzielnicy Harvestehude.

## Położenie
Stacja Hoheluftbrücke jest stacją położoną na nasypie kolejowym. Znajduje się obok Hohelurrchausee, równolegle do Schlankreye.